# Gespanschaft Požega-Slawonien
Die Gespanschaft Požega-Slawonien [ˈpɔʒɛɡa] (kroatisch Požeško-slavonska županija) ist eine Gespanschaft in der kroatischen Region Slawonien. Sie liegt im mittleren Slawonien zwischen der Gespanschaft Virovitica-Podravina im Norden und der Gespanschaft Brod-Posavina im Süden. Sie hat eine Fläche von 1.821 km² und 62.857 Einwohner (Stand 31. Dezember 2021). Der Verwaltungssitz ist Požega.

## Bevölkerung

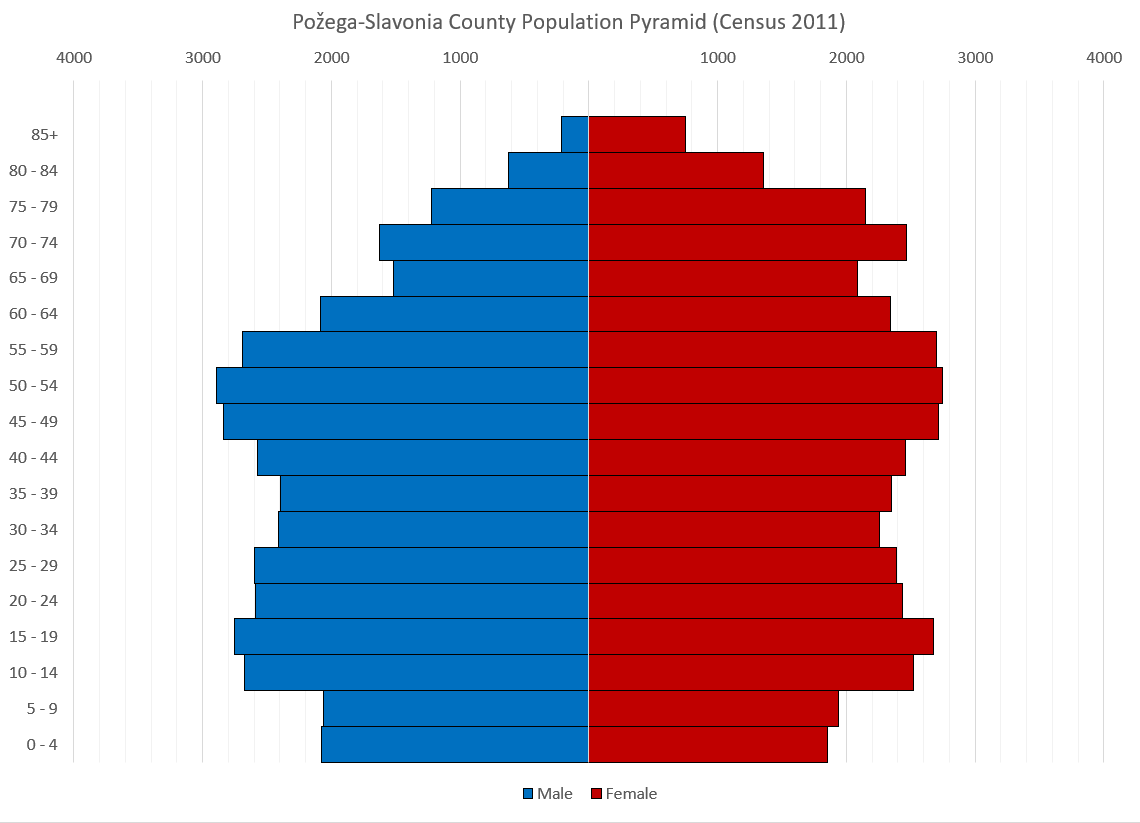
Alterspyramide der Gespanschaft Požega-Slawonien (Volkszählung 2011)

Zusammensetzung der Bevölkerung nach Nationalitäten (Daten der Volkszählung von 2011):
| Ethnie    | Anzahl | Prozent |
| --------- | ------ | ------- |
| Kroaten   | 70.529 | 90,38 % |
| Serben    | 04.680 | 06,00 % |
| Tschechen | 00.649 | 00,83 % |
| Italiener | 00.592 | 00,76 % |
| Albaner   | 00.196 | 00,25 % |
| Ungarn    | 00.164 | 00,21 % |
| Slowaken  | 00.095 | 00,12 % |

## Städte und Gemeinden
Die Gespanschaft Požega-Slawonien ist in 5 Städte und 5 Gemeinden gegliedert. Diese werden nachstehend jeweils mit der Einwohnerzahl zur Zeit der Volkszählung von 2011 aufgeführt.

### Städte
| Stadt      | Einw.  |
| ---------- | ------ |
| Kutjevo    | 06.247 |
| Lipik      | 06.170 |
| Pakrac     | 08.460 |
| Pleternica | 11.323 |
| Požega     | 26.248 |

### Gemeinden
| Gemeinde  | Einw. |
| --------- | ----- |
| Brestovac | 3.726 |
| Čaglin    | 2.723 |
| Jakšić    | 4.058 |
| Kaptol    | 3.472 |
| Velika    | 5.607 |